# Battaglioni femminili della morte

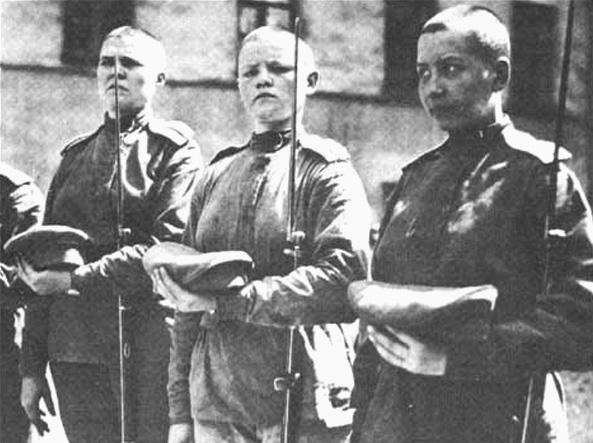
Soldatesse di un "battaglione della morte" nell'estate del 1917

Battaglioni femminili della morte (in russo Женские батальоны смерти, Ženskie batal'ony smerti) è una locuzione generica utilizzata per designare una serie di unità militari da combattimento create, a partire dal giugno del 1917, dal Governo provvisorio russo con personale interamente femminile, in una sorta di ultimo sforzo per mobilitare la popolazione russa contro gli invasori austro-tedeschi nelle fasi finali della prima guerra mondiale.
Circa una quindicina di formazioni distinte, non più grandi di un battaglione, furono reclutate tra il giugno e l'agosto del 1917 con donne offertesi volontarie per il servizio in prima linea: la formazione di tali unità militari rispondeva principalmente a esigenze di propaganda, per dare l'esempio e rivitalizzare il morale delle forze armate russe, esauste dopo le pesanti sconfitte patite sul fronte orientale; le unità furono poi sciolte sul finire del novembre 1917 per ordine del nuovo governo bolscevico dopo i fatti della rivoluzione d'ottobre. La Russia fu l'unico stato belligerante a reclutare, nel corso della prima guerra mondiale, unità da combattimento interamente femminili.

## Storia

### La formazione

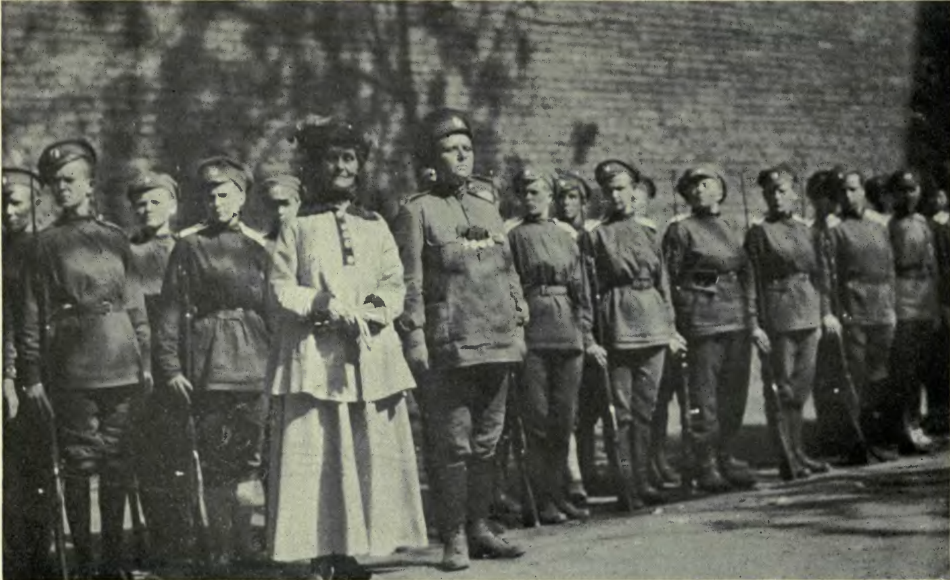
Marija Leont'evna Bočkarëva (in primo piano, con l'uniforme) insieme alla suffragetta britannica Emmeline Pankhurst (alla sua destra) e alle donne del suo "battaglione della morte"

Tutte le principali nazioni partecipanti alla Grande Guerra basavano il reclutamento dei loro eserciti sulla coscrizione militare obbligatoria della popolazione maschile, ma in alcuni casi donne si offrirono individualmente volontarie per il servizio di combattimento in prima linea. Benché la legge dell'Impero russo vietasse il reclutamento di soldati femmine, in diversi casi donne riuscirono a farsi accettare in formazioni dell'esercito imperiale russo, travestendosi da uomini o sfruttando lacune burocratiche o delle visite dei medici militari (spesso superficiali o inesistenti); alcune furono accettate apertamente, visto che l'ufficiale in comando dell'unità aveva l'ultima parola sul reclutamento di volontari. Uno degli esempi più celebri fu quello di Marija Leont'evna Bočkarëva, una contadina della zona di Tomsk che riuscì ad arruolarsi in un'unità da combattimento nel novembre del 1914 servendo poi con distinzione, ricevendo diverse onorificenze e venendo promossa al rango di sottufficiale.
Nel maggio del 1917 fu proprio la Bočkarëva a inviare una petizione al governo russo per suggerire la formazione di unità da combattimento formate interamente da donne. Dopo la rivoluzione di febbraio e l'abdicazione dello zar, il nuovo Governo provvisorio repubblicano si trovava in una posizione critica, con il paese nel caos, i soldati al fronte pesantemente demoralizzati e una larga fascia di territori a ovest occupati dalle forze degli Imperi centrali; nel tentativo di migliorare la sua posizione interna e di adempiere agli obblighi con i suoi alleati occidentali, il governo russo iniziò i preparativi per una massiccia offensiva da attuarsi per il luglio del 1917. Il generale Aleksej Alekseevič Brusilov, comandante del fronte sud-occidentale, avanzò quindi la proposta di creare "battaglioni d'assalto" e "della morte" con gli uomini più motivati e patriottici, da porre alla testa degli attacchi per dare l'esempio e trascinare con sé il resto dei soldati; varie petizioni furono quindi avanzate perché fossero create unità di questo tipo anche con personale femminile.

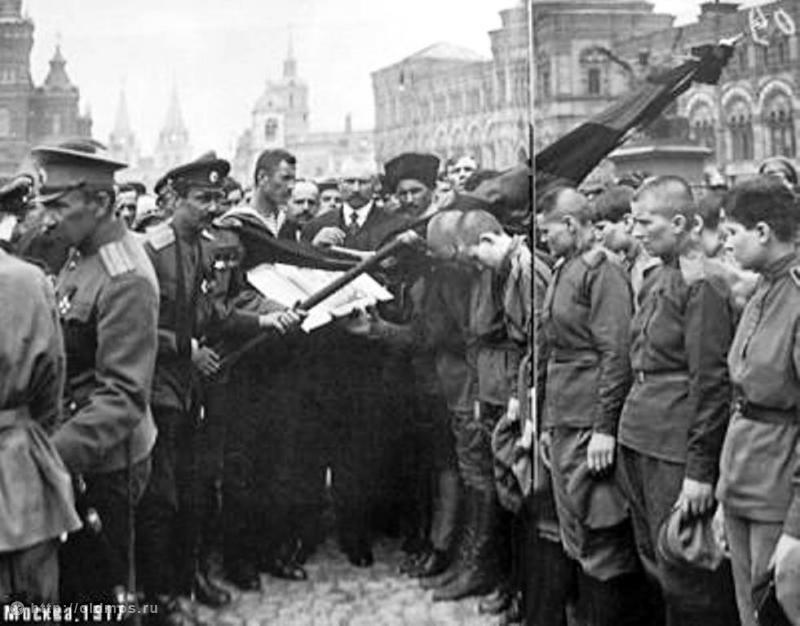
Le soldatesse del battaglione di Pietroburgo ricevono la loro bandiera durante una cerimonia nella capitale

La proposta della Bočkarëva, sostenuta anche dal generale Brusilov e dal presidente della Duma Michail Vladimirovič Rodzjanko, trovò infine l'approvazione del ministro della guerra russo Aleksandr Fëdorovič Kerenskij, ideatore dell'imminente offensiva; alla fine di maggio il "1º Battaglione femminile della morte", agli ordini della stessa Bočkarëva, iniziò a reclutare volontarie nella zona di Pietrogrado: circa 2.000 donne si presentarono inizialmente al reclutamento, con un'età dai diciotto ai quarant'anni e una variegata estrazione sociale, anche se la stretta disciplina imposta dalla Bočkarëva e il suo rifiuto di autorizzare la formazione di comitati (soviet) di soldati all'interno della formazione ridussero il numero a circa 300 soldatesse.
La notizia della formazione del primo battaglione femminile fece incrementare il numero di richieste e petizioni inviate al Ministero della guerra russo, e il 1º giugno 1917 Kerenskij autorizzò la formazione di una seconda unità sempre nella zona di Pietrogrado, il "1º Battaglione femminile di Pietrogrado", seguita da una terza con volontarie della regione di Mosca, il "2º Battaglione femminile della morte di Mosca": queste due unità raccolsero circa altre 1.000-1.500 volontarie, cui sommare altre 400 donne reclutate in quattro distaccamenti di comunicazioni (due a Mosca e due a Pietrogrado). A metà luglio il governo russo autorizzò la formazione di un quarto battaglione combattente, il "3º Battaglione femminile d'assalto del Kuban" reclutato a Ekaterinodar a partire da un'unità preesistente, oltre ad altri distaccamenti di comunicazione con personale interamente femminile a Kiev e Saratov; associazioni femminili e gruppi locali radunarono altri improvvisati raggruppamenti di volontarie anche a Poltava, Ekaterinburg, Tashkent, Baku, Vjatka, Minsk, Mogilëv, Perm', Mariupol', Odessa, Kiev, Saratov ed Ekaterinodar. Il numero delle volontarie crebbe a tal punto che in agosto un "Congresso delle donne soldato" fu convocato a Pietrogrado per coordinare la formazione di ulteriori unità in giro per la nazione.

### Impiego in battaglia

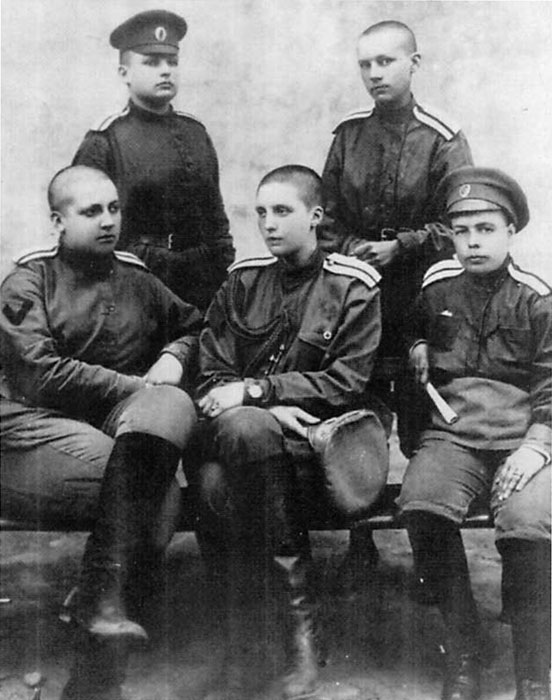
Foto di gruppo di alcune soldatesse di un "battaglione della morte"

Le autorità russe vedevano le unità combattenti femminili principalmente come uno strumento di propaganda nella campagna per convincere i russi a portare avanti la guerra contro gli Imperi centrali: la speranza era che la presenza delle donne nelle trincee di prima linea avrebbe risollevato il morale dei soldati maschi, ispirandoli a continuare a lottare o facendoli vergognare della loro riluttanza a combattere. Pressate da una miriade di altri problemi, tuttavia, le autorità militari russe non diedero un adeguato supporto ai battaglioni femminili e molti nei circoli ufficiali erano riluttanti a destinare risorse belliche a queste unità finché non avessero dimostrato il loro valore al fronte.
Il 1º Battaglione femminile della morte russo fu aggregato al 525º Reggimento Kiuruk-Darinski e inviato al fronte nella zona di Smorgon ai primi di luglio 1917; il 9 luglio il battaglione fu coinvolto nella pianificata grande offensiva russa organizzata da Kerenskij: mentre i soldati del Reggimento Kiuruk-Darinski esitavano ad uscire dalle loro postazioni, le donne del battaglione della morte decisero di attaccare i tedeschi anche senza il loro supporto, prendendo nel corso dell'assalto tre linee di trincee nemiche. Prive di supporto le volontarie dovettero subire il contrattacco dei tedeschi, perdendo gran parte del terreno guadagnato; nel suo rapporto, tuttavia, il comandante del reggimento lodò lo spirito d'iniziativa e il coraggio dimostrato dal battaglione femminile.
L'unità della Bočkarëva fu l'unica a vedere l'azione contro i tedeschi al fronte: le altre erano ancora nelle retrovie, in fase di addestramento o di organizzazione, quando il Governo provvisorio fu rovesciato dai bolscevichi. Il 6 novembre 1917, in vista del suo imminente invio al fronte, il 1º Battaglione femminile di Pietrogrado fu chiamato al Palazzo d'Inverno con la scusa di partecipare a una parata e a una rivista personale di Kerenskij; una volta nella capitale, tuttavia, il battaglione si vide assegnato al presidio del palazzo stesso, insieme a un raccogliticcio contingente di cosacchi e cadetti dell'accademia militare: il comandante del battaglione, riluttante a farsi coinvolgere in questioni politiche, si rifiutò di eseguire il compito e fece rientrare gran parte del reparto nel suo accampamento fuori città, ma acconsentì a lasciare una compagnia di 137 volontarie a presidio di un deposito di carburante posto nelle vicinanze del palazzo.

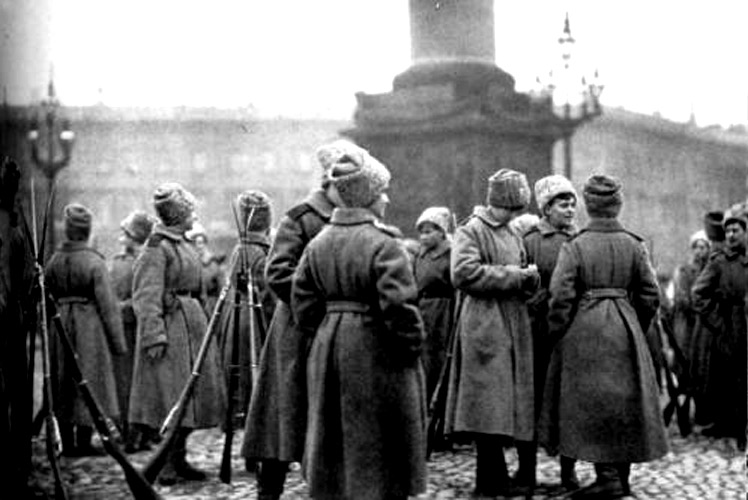
Soldatesse di guardia al Palazzo d'Inverno nel novembre del 1917

Quella sera i bolscevichi diedero il via alla loro insurrezione in tutto il paese ("rivoluzione d'ottobre"); a Pietrogrado il Palazzo d'Inverno fu preso d'assalto da diverse migliaia di miliziani bolscevichi, e benché le volontarie e il resto dell'improvvisata guarnigione mettessero in atto una certa resistenza furono ben presto numericamente soverchiate e costrette alla resa: si diffusero per la città voci circa stupri di massa dei miliziani bolscevichi ai danni delle soldatesse catturate, anche se interviste alle stesse sopravvissute rivelarono solo tre casi di stupro oltre a un ben più alto numero di abusi verbali, violenza psicologica e molestie sessuali.

### Lo scioglimento
Anche prima del colpo di stato bolscevico, l'interesse delle autorità militari e governative russe verso i battaglioni femminili era gravemente scemato; il completo fiasco dell'offensiva di Kerenskij in luglio aveva dimostrato il fallimento degli sforzi governativi nel rivitalizzare il morale dei reparti russi al fronte, ormai stanchi della guerra e rivelatisi insensibili alla presenza delle donne in trincea. Per l'agosto del 1917 i comandi militari erano ormai contrari a destinare ulteriori risorse ai battaglioni femminili: il 2º Battaglione femminile della morte di Mosca iniziò a disgregarsi in settembre, anche se 500 volontarie andarono contro gli ordini dei loro ufficiali e raggiunsero per proprio conto il fronte.
Il nuovo governo bolscevico insediatosi dopo la rivoluzione d'ottobre dimostrò scarso interesse per le unità femminili, viste semplicemente come delle formazioni di "borghesi in armi"; il 30 novembre 1917 un apposito decreto ordinò lo scioglimento di tutti i battaglioni e i distaccamenti militari femminili fino ad allora formati, anche se il 1º Battaglione di Pietrogrado e il 3º Battaglione del Kuban (mai impiegato in azione) rimasero nei loro accampamenti fino ai primi giorni del 1918. Donne veterane dei battaglioni della morte combatterono poi da entrambe le parti nella successiva guerra civile russa, ma singolarmente e non organizzate in formazioni loro riservate.

## Composizione ed organici
Tra le unità principali vi furono:
- 1º Battaglione femminile della morte russo, un'unità separata designata come "1º Battaglione femminile di Pietrogrado" creata nella zona di Pietrogrado,
- 2º Battaglione femminile della morte di Mosca reclutato nella zona di Mosca,
- 3º Battaglione femminile d'assalto del Kuban da Ekaterinodar;

a queste si aggiunsero poi una serie di distaccamenti di comunicazione e altri gruppi di volontarie radunati in varie città della Russia, oltre a un 1º Distaccamento navale femminile aggregato al distaccamento d'addestramento della fanteria di marina russa a Oranienbaum. La giornalista statunitense Bessie Beatty stimò in circa 5.000 le soldatesse russe in forza alle varie formazioni sul finire del 1917, anche se poi solo un numero molto ridotto di esse vide effettivamente l'azione al fronte.